# Mount Tantalus
Mount Tantalus är ett berg i Kanada.   Det ligger i provinsen British Columbia, i den sydvästra delen av landet, 3 500 km väster om huvudstaden Ottawa. Toppen på Mount Tantalus är 2 608 meter över havet.
Terrängen runt Mount Tantalus är huvudsakligen mycket bergig. Mount Tantalus är den högsta punkten i trakten. Närmaste större samhälle är Squamish, 18,3 km sydost om Mount Tantalus.
Trakten runt Mount Tantalus är permanent täckt av is och snö. Trakten runt Mount Tantalus är nära nog obefolkad, med mindre än två invånare per kvadratkilometer.